# Vườn quốc gia Quebrada del Condorito
 Vườn quốc gia Quebrada del Condorito (tiếng Tây Ban Nha: Parque Nacional Quebrada del Condorito) là một vườn quốc gia nằm ở tỉnh Córdoba, Argentina. Được thành lập ngày 28 tháng 11 năm 1996 và có diện tích 37.344 ha (373,44 km2), nó bảo tồn khu vực đa dạng sinh học trong trạng thái nguy cấp của dãy núi Pampas Sierras.
Đây là một khu vực bảo tồn quan trọng và có số lượng nhiều của loài Thần ưng Andes, nhờ chính sách phát triển và bảo vệ bằng cách chăm sóc tích cực và đưa chúng vào môi trường hoang dã, khiến số lượng của chúng đã được phục hồi mà đã gần như là không còn trong một vài năm trước đây ở vườn quốc gia.